# 브르타뉴어
브르타뉴어(Brezhoneg)는 브리소닉어에 속하는 켈트어파 언어 가운데 하나이다. 프랑스 브르타뉴에서 쓰인다. 프랑스어 발음으로 브르타뉴를 브르통이라 하므로 브르통어라고도 부른다. 유럽 대륙에 있는 켈트어이나, 대륙 켈트어가 아니고 섬 켈트어이다. 콘월어나 웨일스 및 브리튼 제도의 브리소닉어계 언어가 5세기부터 6세기 동안 걸쳐서 브르타뉴로 들어와 현지의 라틴어 및 프랑스어의 영향을 받아 변한 것이다.
예전부터 프랑스어의 압력 때문에 브르타뉴어를 말하는 사람 수는 계속 줄고 있다. 2018년에 조사한 바에 따르면 현재 이 언어를 사용하는 인구는 약 21만 명 쯤이다. 프랑스 정부의 공식 승인 언어는 아니지만, 복권을 꾀하고 있다.

## 역사
브르타뉴어는 갈리아어와 같이 대륙 켈트어군의 사촌뻘되는 언어가 아니고(일부 낱말이 갈리아어에서 유래된 정도) 브리튼에서 온 로만영국인을 통해 전해진 섬 켈트어군의 사촌뻘되는 언어인 브리튼어에서 비롯되었다. 또는 3세기 마지막에 브르타뉴로 옮겨온 사람들이 가져온 말인지도 모른다. 현대 브르타뉴어는 콘월어, 웨일스어에 더 가깝다.

## 문법
브르타뉴어 문법은 다음과 같은 특징이 있다.

### 소유형
| 브르타뉴어                       | 서웨일스어                | 아일랜드어        | 스코틀랜드게일어     | 한국어                                 | 한국어 번역                     |
| -------------------------------- | ------------------------- | ----------------- | -------------------- | -------------------------------------- | ------------------------------- |
| ul levr zo ganin                 | mae gen i lyfr            | tá leabhar agam   | tha leabhar agam     | 나는 책 하나를 가지고 있다.(이하 직역) | 책은 나와 같이 있다.(이하 직역) |
| ur banne zo ganit                | mae gennyt ti ddiod       | tá deoch agat     | tha deoch agad       | 너는 마시는 것을 가지고 있다.          | 마시는 것은 너와 같이 있다.     |
| un urzhiataer zo gantañ          | mae ganddo fe gyfrifiadur | tá ríomhaire aige | tha coimpiutair aige | 그는 컴퓨터 한 대를 가지고 있다.       | 컴퓨터는 그와 같이 있다.        |
| ur bugel zo ganti                | mae ganddi hi blentyn     | tá páiste aici    | tha pàisde aice      | 그녀는 한 명의 아이가 있다.            | 한 아이는 그녀와 함께 있다.     |
| ur c'harr zo ganimp (or ganeomp) | mae gennym ni gar         | tá carr againn    | tha càr againn       | 우리는 차 한대를 가지고 있다.          | 차는 우리와 같이 있다.          |
| un ti zo ganeoc'h                | mae gennych chi dŷ        | tá teach agaibh   | tha taigh agaibh     | 너는 집 한채를 가지고 있다.            | 집은 너와 같이 있다.            |
| arc'hant zo ganto (or gante)     | mae ganddyn nhw arian     | tá airgead acu    | tha airgead aca      | 그들은 돈을 가지고 있다.               | 돈은 그들과 같이 있다.          |

### 자음교체
브르타뉴어는 말머리의 자음이 자음 교체되는 현상이 있다.
| 기본 | 약하게 | 마찰음 | 크게 | 혼합 |
| ---- | ------ | ------ | ---- | ---- |
| p    | b      | f      |      |      |
| t    | d      | z      |      |      |
| k    | g      | c'h    |      |      |
| b    | v      |        | p    | v    |
| d    | z      |        | t    | t    |
| g    | c'h    |        | k    | c'h  |
| gw   | w      |        | kw   | w    |
| m    | v      |        |      | v    |

## 음운
|        | 순음 | 순치음 | 치음 | 치조음 | 경구개음 | 연구개음 | 순구개음 | 성문음 |
| 파열음 | pʰ b |        | tʰ d |        | cʰ ɟ     | kʰ ɡ     |          |        |
| 비음   | m    |        | n    |        | ɲ        | ŋ        |          |        |
| 전동음 |      |        | r    |        |          |          |          |        |
| 마찰음 |      | f v    | s z  | ʃ ʒ    |          | x        |          | h      |
| 접근음 |      |        |      |        | j ɥ      |          | w        |        |
| 설측음 |      |        | l    |        | ʎ        |          |          |        |

## 어휘 비교

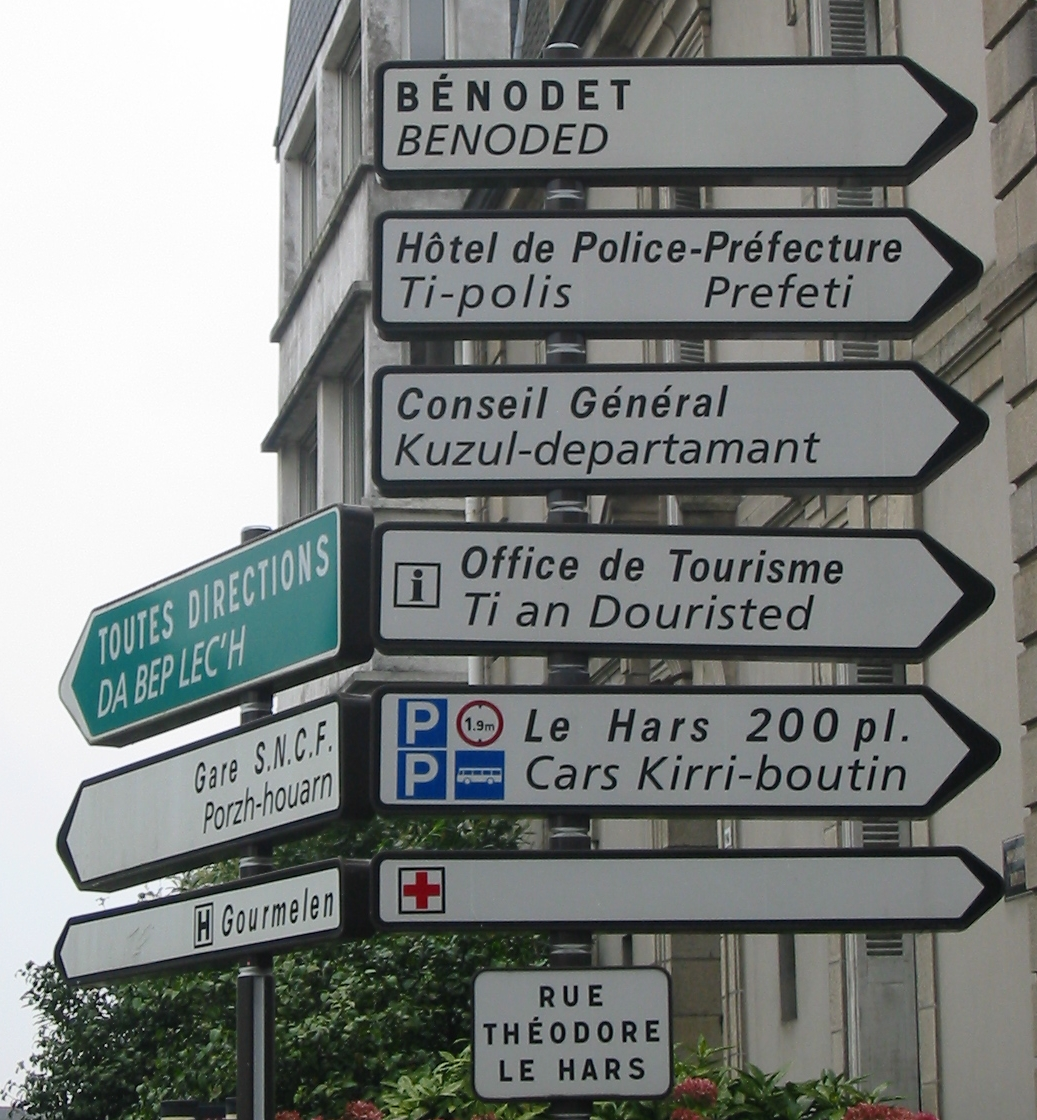
브르타뉴어로 쓰여진 표지판

| 브르타뉴어     | 한국어             |
| -------------- | ------------------ |
| degemer mat    | 환영합니다.        |
| deuet mat oc'h | 천만에요.          |
| Breizh         | 브르타뉴 지방      |
| brezhoneg      | 브르타뉴어         |
| ti, "ty"       | 집                 |
| ti-kêr         | 시청               |
| kreiz-kêr      | 타운센터           |
| da bep lec'h   | 사방               |
| skol           | 학교               |
| skol-veur      | 대학교             |
| bagad          | 파이프 밴드        |
| kenavo         | 잘가               |
| krampouezh     | 팬케이크           |
| chistr         | 사이다             |
| chouchen       | 브르타뉴 특산 벌꿀 |
| war vor atao   | 늘 바다에          |

## 같이 보기
- 브르타뉴
- 아모니카
- 아모니카니
- 브리튼어
- 웨일스어
- 콘월어